# Volume 9: I See You Hearin' Me
Volume 9: I See You Hearin' Me is de negende Desert Sessions-mini-lp van het project van Josh Homme. 

## Tracklist en Sessiemuzikanten

### Kant A
A:1. "Dead In Love " – 4:42
- Computer (Pro Tools), Fluit, mandoline, Zang – Al
- Drum – Joeseph C
- Gitaar – J Ho
- Piano, Saxofoon – Polly
- Basgitaar, Klarinet – Jeff "The Tuff Gentleman"*

A:2. "I Wanna Make It wit Chu" - 3:42
- Drum – Freezer
- Gitaar, Keyboard – Al
- Gitaar – Deaner
- Percussie – Joshua
- Zang – PJ

### Kant B
B:1. "Covered in Punk's Blood" - 1:43
- Basgitaar – Twiggy (Jeordie White)
- Drum – Joey C
- Gitaar – Joshua H

B:2. "There Will Never Be a Better Time" - 4:09
- Gitaar – Chris Goss
- Zang – Polly Harvey

B:3. "Crawl Home" - 3:00
- Drum – Joeseph C
- Gitaar – Twig
- Zang – PJ
- Zang – Josh
- E-bow - Al

B:4. "I'm Here for Your Daughter" - 0:44
- Drum – J Ho
- Gitaar – Al

## Sessiemuzikanten
- Joshua Homme
- PJ Harvey
- Alain Johannes
- Chris Goss
- Troy Van Leeuwen
- Joey Castillo
- Dean Ween
- Josh Freese
- Jeordie White
- Brian O'Connor